# Abaurrepea/Abaurrea Baja
Abaurrepea/Abaurrea Baja település Spanyolországban, Navarra autonóm közösségben. Abaurrepea/Abaurrea Baja Abaurregaina/Abaurrea Alta, Arce, Garaioa, Hiriberri/Villanueva de Aezkoa, Jaurrieta és Urraúl Alto községekkel határos. Lakosainak száma 29 fő (2024).

## Népesség
A település népessége az elmúlt években az alábbi módon változott:
| Lakosok száma | 49   | 42   | 40   | 41   | 40   | 38   | 35   | 32   | 29   | 29   |
|               | 2001 | 2004 | 2006 | 2009 | 2011 | 2014 | 2016 | 2019 | 2021 | 2024 |